# Rajczy Imre
Rajczy Imre, eredetileg Rasztovich Imre (Szombathely, 1911. november 8. – Buenos Aires, 1978. március 31.) olimpiai bajnok vívó.

## Élete
15 évesen kezdett vívni. Budapestre kerülésétől, 1929-től 1940-ig a Budapesti EAC vívója volt. Mestere Gerentsér László volt. Kard- és tőrvívásban egyaránt versenyzett, de nemzetközi szintű eredményeit kardvívásban érte el. 1933 és 1939 között tagja volt a magyar kardválogatottnak. 1934-ben Európa-bajnokságot nyert a kardcsapattal. 1935-ben főiskolai vb-t nyert kard egyéniben és csapatban is. Ugyanebben az évben Európa-bajnok volt csapatban, második egyéniben. Az 1936. évi nyári olimpiai játékokon, Berlinben – a Berczelly Tibor, Gerevich Aladár, Kabos Endre, Kovács Pál, Rajcsányi László, Rajczy Imre összeállítású magyar csapat tagjaként – olimpiai bajnoki címet szerzett. Az újkori nyári olimpiai játékok történetében ez volt a harmincegyedik, egyben a magyar vívósport tizenegyedik, illetve a magyar férfi kardcsapat ötödik aranyérme. A következő évben csapatban világbajnokságot nyert, egyéniben nyolcadik lett. Ebben az évben nyerte egyetlen egyéni magyar bajnoki címét.
Sportpályafutása közben, 1935-ben a budapesti egyetemen államtudományi oklevelet szerzett. 1935-től a Magyar Nemzeti Diákszövetség vezértitkára és az Egyetem és Ifjúság című lap szerkesztője, illetve kiadója volt. 1941-től a Magyar Egyetemi és Főiskolai Sportegyesületek Országos Központjának főtitkára. A MOB-ban titkárként dolgozott. A Vallás és Közoktatási Minisztériumban 1936-tól segédtitkár, majd 1943-tól miniszteri titkár lett.
1945-től családjával Argentínában élt. Tíz évig az argentin kardválogatott edzője volt. 1955-től az Argentin Olimpiai Bizottság titkára volt. Sportvezetőként részt vett a melbourne-i olimpián. Az 1961-es Buenos Aires-i vívó-világbajnokság rendezője volt. 1956-tól 1966-ig egy járműgyártó illetve kereskedelmi cégnél volt kereskedelmi igazgató.

## Sporteredményei
- olimpiai bajnok (csapat: 1936)
- világbajnok (csapat: 1937)
- kétszeres Európa-bajnok (csapat: 1934, 1935)
- Európa-bajnoki 2. helyezett (egyéni: 1935)
- kétszeres főiskolai világbajnok (egyéni: 1935 ; csapat: 1935)
- magyar bajnok (egyéni: 1937)

## Díjai, elismerései
- Pázmány Péter Egyetem díszgyűrűje[1]
- Lovagkereszt
- Signum Laudis
- Toldi aranyérem
- Toldi ezüstérem

## Emlékezete
- Rajczy Imre Sportiskola, Szombathely